# Magdi Abdelghani
Magdi Abdelghani (en árabe: مجدي عبد الغني سيد أحمد‎; El Cairo, Egipto; 27 de julio de 1959) es un exfutbolista y entrenador egipcio que jugaba en la posición de mediocampista.

## Carrera

### Club
Inicío su carrera en 1977 con el Al-Ahly SC, equipo en el que estuvo por 12 años en divisiones menores, con el que logró ser campeón nacional en siete ocasiones, cinco títulos de copa, dos ediciones de la Copa Africana de Clubes Campeones, tres veces la Recopa Africana y la Copa Afroasiática de 1988.
En 1988 viaja a Portugal para jugar con el SC Beira-Mar, equipo en el que estuvo por cuatro años para regresar a Egipto y jugar con el Al-Masry por una temporada.
En 1993 firma con el Al-Mokawloon Al-Arab, equipo en el que se retiraría al año siguiente.

### Selección nacional
Jugó para Egipto de 1981 a 1992 en 50 partidos anotando cinco goles, uno de ellos ante Países Bajos en el empate 1-1 en la copa Mundial de Fútbol de 1990, gol que según la creencia popular fue el primer gol de la selección nacional en una Copa Mundial de Fútbol, aunque ese mérito es de Abdulrahman Fawzi, que anotó dos goles en el mundial de Italia 1934.
También formó parte de la selección que jugó en Los Ángeles 1984, y ayudó a los Faraones a ganar la Copa Africana de Naciones 1986 jugada en casa. También ganó la medalla de oro en los Juegos Panafricanos de 1987. También integró el equipo que participó en la Copa Africana de Naciones 1992.

## Logros

### Club
- Primera División de Egipto: 7

1978–79, 1979–80, 1980–81, 1981–82, 1984–85, 1985–86, 1986–87
- Copa de Egipto: 5

1977–78, 1980–81, 1982–83, 1983–84, 1984–85
- Copa Africana de Clubes Campeones: 2

1982, 1987
- Recopa Africana: 3

1984, 1985, 1986
- Copa Afro-Asiática: 1

1988

### Selección nacional
- Copa Africana de Naciones: 1

1986
- Fútbol en los Juegos Panafricanos: 1

1987